# Västlands och Älvkarleby tingslag
Västlands och Älvkarleby tingslag var ett tingslag i Uppsala län och i Uppsala läns norra domsaga. 
Tingslaget bildades 1801 av Västlands tingslag (med Tolfta och Västlands socknar) och Älvkarleby tingslag (med Älvkarleby socken) och upphörde 1 januari 1884 (enligt beslut den 12 juni 1882 och den 5 oktober 1883) då den uppgick i Uppsala läns norra domsagas tingslag.

## Ingående områden
Tingslaget omfattade Tolfta, Västlands och Älvkarleby socknar i Örbyhus härad.